# Gereb Segen (May Gabat)
Pour l’article homonyme, voir Gereb Segen (Hintalo).
Gereb Segen est un réservoir qui se trouve dans le woreda d’Inderta au Tigré en Éthiopie. Le barrage a été construit en 2016, dans le but d’approvisionner la ville de Mekele en eau potable.

## Challenges
En 2018-2019, le réservoir était incapable de soutenir la demande en eaux de Mekele
- Aqueduc sous-dimensionné
- Infiltration d’eau à travers la roche

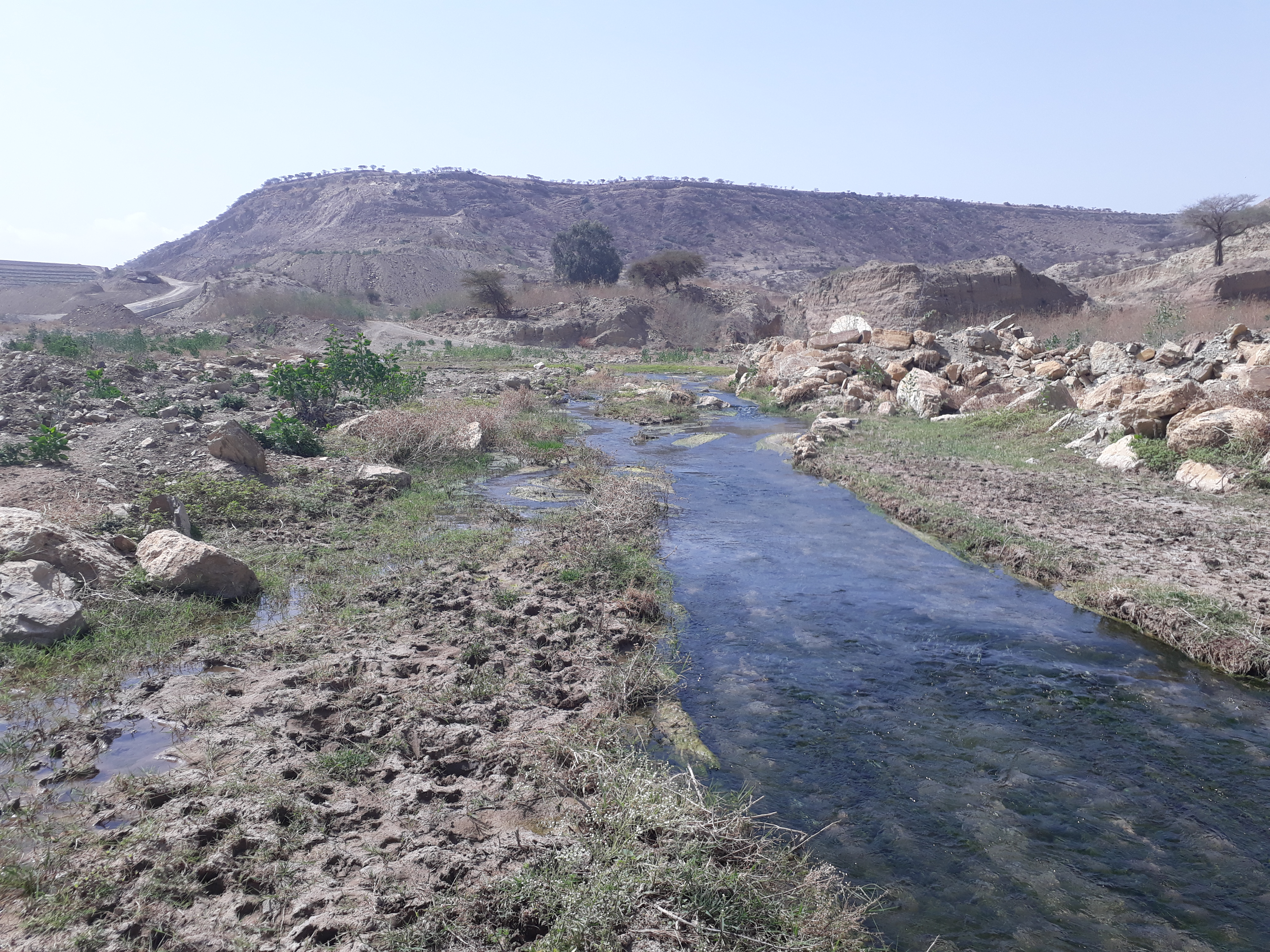
Fuites du réservoir de Gereb Segen

- Sédiments déposés par la rivière May Gabat[1]

## Irrigation
Bien que le réservoir ne soit pas prévu pour l’irrigation, les eaux des fuites sont utilisées dans la vallée en aval pour l’irrigation. Le barrage a été construit sur le calcaire d’Antalo, qui a une grande porosité. 

## Homonymie
Il existe un réservoir (plus petit) avec le même nom, quelque 20 km vers le sud-est : Gereb Segen (Hintalo).